# Alysicarpus ovalifolius
Espèce
Synonymes
- Alysicarpus nummulariifolius sensu DC.[1]
- Alysicarpus paradoxus Baill.[1]
- Alysicarpus scaber Span.[1]
- Alysicarpus vaginale sensu auct.mult.[1]
- Desmodium ovalifolium (Schum.) Walp.[1]
- Hedysarum bupleurifolium "sensu Willd.,  non L."[1]
- Hedysarum ovalifolium Schum.[1]
- Hedysarum ovalifolium Schumach.[1]
- Hedysarum vaginale (L.) DC.[1]

Alysicarpus ovalifolius est une espèce de plantes à fleurs de la famille des Fabaceae et du genre Alysicarpus, très répandue en Afrique tropicale, que l'on trouve également en Asie.